# Drei Mädels vom Rhein
Drei Mädels vom Rhein ist ein deutscher Farbfilm des Regisseurs Georg Jacoby aus dem Jahr 1955. Die Erstaufführung erfolgte in Deutschland am 25. November 1955 in Bonn.

## Inhalt
Seit in einem romantischen Weinstädtchen am Rhein das große Palasthotel geöffnet hat, bleiben dem Wirtshaus „Zur Linde“ die Gäste weg. Therese Hübner, die Lindenwirtin, will um jeden Preis das Wirtshaus für ihre drei Töchter erhalten. Doch die hinter dem Palasthotel stehende Bank möchte ihr keinen Kredit gewähren, sondern die „Linde“ vielmehr kaufen, um daraus eine Milchbar zu machen.
Die älteste Tochter, Susanne Hübner, hat sich unterdessen heimlich mit dem Medizinstudenten Werner Schulenburg verlobt. Dessen Vater ist der Generaldirektor Paul Schulenburg, ein alter Jugendfreund der Lindenwirtin. Als Susanne nach Hause zurückfährt, fährt Werner ihr hinterher und lässt sich inkognito in der „Linde“ als Kellner anstellen.
Als die drei Mädchen schließlich einen Abend feiernd im Palasthotel verbringen, ist ihre Mutter dermaßen enttäuscht, dass sie beschließt, das Wirtshaus zu verkaufen.
Doch die Mädchen haben andere Pläne und wollen die "Linde" nicht verloren geben. Deshalb beschließen sie zusammen mit ihren Freunden, den Umzug zum jährlichen Weinfest umzuleiten, um die "Linde" doch noch zu retten. Susannes Freund Werner sorgt in der Zwischenzeit dafür, dass die "Linde" vom Palasthotel mit Essen und Getränken versorgt wird. Als dann abends, wie stets bisher, das Weinfest in der "Linde" abgehalten und eine der Töchter zur Weinkönigin gekrönt wird, scheint die Zukunft der "Linde" wieder gesichert.

## Produktionsnotizen
Der Film wurde in den Ateliers Berlin-Tempelhof, Berlin-Spandau (CCC-Studio) und Hamburg-Wandsbek produziert. Die Außenaufnahmen entstanden in Zell an der Mosel, Sankt Goar und auf Schloss Lieser.

## DVD
Der Film wurde am 1. Februar 2007 in der Reihe „Kinohits von gestern“ auf DVD veröffentlicht.